# 무악재
무악재(毋岳岾)는 서울특별시 서대문구 현저동과 홍제동을 잇는 서울특별시의 고개이다. 인근에 지하철 3호선의 역인 무악재역이 있으며 인근 일대는 한때 조선의 수도 후보지인 무악 지역으로 각광받기도 하였다. 인왕산과 안산 사이의 고개이다. 구 한양의 북서쪽 지대에 위치한 고개이며, 명나라와 청나라 사신이 들어오는 관문 역할을 하는 곳이었다. 고개 밑 인근에 독립문이 있다.